# 周𩆩
周𩆩（1684年—？），字雨甘，号西坪，浙江杭州府钱塘县人。
生于康熙二十三年（1684年）。雍正八年（1730年）状元。授翰林院修撰，掌修国史。卒年不详。